# NGC 6998
NGC 6998 (również PGC 65925) – galaktyka eliptyczna (E), znajdująca się w gwiazdozbiorze Mikroskopu. Odkrył ją Albert Marth 19 października 1864 roku.